# Don't Nod
Don't Nod, cuya razón social es Don't Nod Entertainment SA, es un desarrollador de videojuegos francés con sede en París. Fundada en junio de 2008, comenzó su desarrollo de Remember Me en 2013. Debido a su bajo retorno de inversión, Don'tnod resolvió su situación financiera recurriendo a financiación pública para subsidiar Life Is Strange (2015), cuyo exitoso lanzamiento elevó su estatus en la industria del videojuego. El estudio continuó con los desarrollos de Vampyr, The Awesome Adventures of Captain Spirit, y Life Is Strange 2 en 2018, planeando lanzar Twin Mirror en 2019. 

## Historia

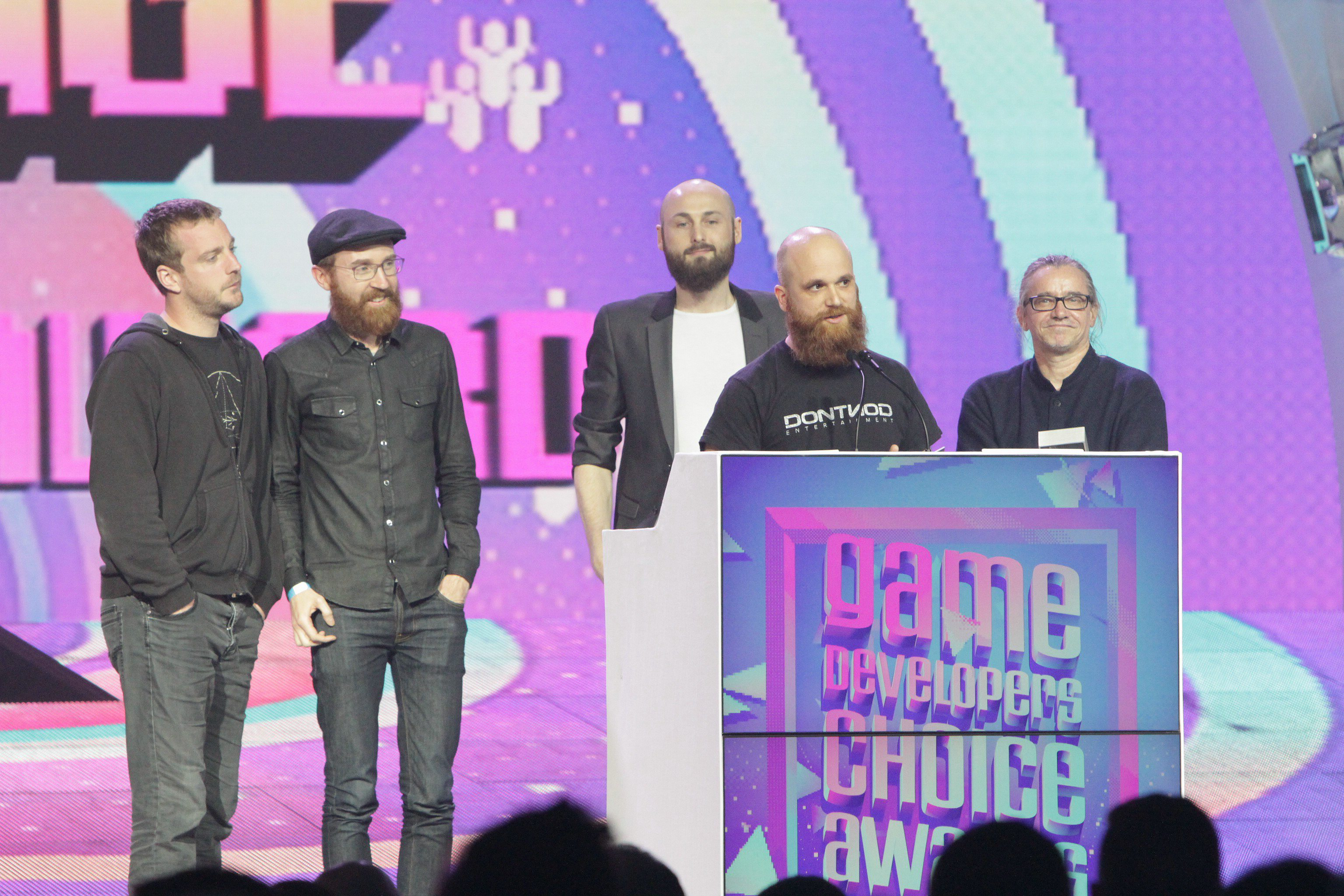
Don'tnod Recibiendo un premio por Life Is Strange en los 2016 Game Developers Choice Awards, con los directores Raoul Barbet y Michel Koch, y productor Luc Baghadoust presentes en el escenario.

Don'tnod Entertainment fue fundada por Hervé Bonin, Aleksi Briclot, Alain Damasio, Oskar Guilbert y Jean-Maxime Moris el 28 de junio de 2008, junto a otros exempleados de Criterion Games, Ubisoft y de Electronic Arts. Originalmente establecidos en Paris-Gare de Lyon, el estudio se trasladó a su oficina actual en Quartier de La Chapelle para adaptarse al constante crecimiento de la compañía. El estudio utiliza el motor Unreal Engine en todos sus desarrollos.
El título debut del desarrollador fue Remember Me, el cual al principio sería un juego RPG en exclusiva para PlayStation 3, pero fue declinado por la editora Sony Interactive Entertainment en 2011 debido a recortes en el financiamiento del proyecto.
Fue presentado en Gamescom el mismo año para atraer a otros editores y publishers; el año siguiente, Capcom adquirió los derechos y rediseñó el proyecto como un juego de acción-juego de aventuras, lanzado en múltiples plataformas consiguiendo unas críticas un tanto dispares y unas ventas bajas para sus objetivos.
En 2013, Don'tnod era el estudio más subvencionado por el Centre national du cinéma et de l'image animée (CNC). Aun así, en enero de 2014 varios medios de comunicación franceses informaban de que Don'tnod iba camino de la bancarrota a raíz de las ventas pobres de Remember Me; la bancarrota total se produjo en febrero de 2018. Don'tnod Respondido a estas informaciones para explicar que estaban en un proceso de "reorganización judicial". La compañía optó por la financiación pública para financiar una nueva (IP) debido a esto.
En junio de 2014, Don'tnod anunció que trabajaban con el editor Square Enix en un juego nuevo, el cual era más tarde anunciado como Life Is Strange y lanzado en 2015 en cinco plazos o 'episodios'. Este título fue concebido como un título completo, pero derivó en un lanzamiento episódico por petición de Square Enix. El juego recibió generalmente críticas muy positivas además de alrededor de 75 premios en varias entregas de premios a Game of The Year. En mayo de 2017 había vendido unas tres millones de copias. El éxito crítico y comercial de Life Is Strange causó que Don'tnod fuese solicitado por muchos publishers, mientras que anteriormente tuvieron que perseguir a los editores ellos.
En abril de 2018, Don'tnod se registró en el organismo regulador del mercado de valores franceses Autorité des marchés financiers para convertirse en una compañía pública. Esto llegó después de una facturación de €9.7 millones en 2017, un aumento de 33 % con respecto al año anterior. El periodo de suscripción abrió el 3 de mayo de 2018, siendo el primer día comercial el 23 de mayo. Listado en el Euronext PME, Don'tnod consiguió su objetivo de 20.1 millones de euros. El 25% de los fondos se invirtieron en partnering con otro estudio; según el CEO Oskar Guilbert, el resto se invertiría en otro proyecto así como para mejorar y optimizar pipelines de producción, incluyendo un estudio de captura de movimiento interno entre sus posibilidades.
A pesar de su salida a listas públicas, Guilbert, junto con el inversor Kostadin Yanev, pretendieron mantener el control sobre la compañía. Durante este tiempo, la compañía empleó a 166 personas.
Tras el lanzamiento de Life Is Strange, Vampyr fue su siguiente desarrollo, un action role-playing game. El juego fue lanzado el 5 de junio de 2018. El 70 % de los 120 empleados del estudio (en 2016) estuvieron implicados en el desarrollo de Vampyr, muchos de estos habiendo trabajado en Life Is Strange. Su siguiente desarrollo fue The Awesome Adventures of Captain Spirit, ambientado dentro del universo Life Is Strange. Fue anunciado en junio, en el E3 2018, y fue lanzado el mismo mes.
Don'tnod comenzó el desarrollo de Life Is Strange 2 a comienzos de 2016, justo después de que su predecesor fuese financieramente exitoso. Fue publicado el 27 de septiembre de 2018. Dontnod se asoció con el publisher Bandai Namco para crear un juego de aventuras, Twin Mirror, para ser lanzado en 2019.
El 31 de mayo de 2022, la compañía cambio de nombre como Don't Nod.

## Filosofía
Guilbert dijo en abril de 2016 que el estudio había dejado de lado su ambición por los juegos triple-A y que pasarían a centrarse en desarrollos de videojuegos independientes, buscando en estos originalidad y propiedades intelectuales centradas en la narrativa, algo que su director narrativo Stéphane Beauverger reconoció como "parte del ADN de Don'tnod". La compañía busca reinventarse con cada lanzamiento. Por el bien de mantener la motivación de jugadores y editores, el primer ciclo de producción de cinco años empleados en Remember Me se redujo para los posteriores lanzamientos a un período de entre dos y tres años.
En 2018, Guilbert dijo que la compañía buscaría una estrategia de coproducción con otros editores, algo que se puso en práctica con el juego Vampyr, limitando su parte de los beneficios a un 40 %. Cada proyecto comienza con un diseñador, un escritor y director de arte, además de un productor o un ingeniero. Además, el estudio cuenta con "Don'tnod Days", una iniciativa interna del estudio, que busca motivar a sus empleados a realizar propuestas por voluntad propia que no necesitan de supervisión.
A partir del año 2021 la compañía da a conocer públicamente que ha tomado una nueva dirección y a partir de ahora publicarán juegos desarrollados por terceros. En un comunicado, el jefe de publicación de Don'tnod, Xavier Spinat, indicó que esto no era de ninguna manera el fin del desarrollo interno en Don'tnod: "Como editor, queremos ofrecer a los jugadores experiencias que sean accesibles para una audiencia más amplia, mientras se establece el listón alto en cuanto a temas y calidad de diseño", dijo.

## Videojuegos Desarrollados
| Año  | Título                                   | Plataforma(s) | Plataforma(s) | Plataforma(s) | Plataforma(s) | Plataforma(s) | Plataforma(s) | Plataforma(s) | Plataforma(s) | Plataforma(s) | Plataforma(s) | Editor(s)                  |
| Año  | Título                                   | PC            | PS3           | PS4           | X360          | XONE          | Switch        | PS5           | Xbox Series   | iOS           | Android       | Editor(s)                  |
| ---- | ---------------------------------------- | ------------- | ------------- | ------------- | ------------- | ------------- | ------------- | ------------- | ------------- | ------------- | ------------- | -------------------------- |
| 2013 | Remember Me                              | Sí            | Sí            |               | Sí            |               |               |               |               |               |               | Capcom                     |
| 2015 | Life Is Strange                          | Sí            | Sí            | Sí            | Sí            | Sí            | Sí            |               |               | Sí            | Sí            | Square Enix                |
| 2018 | Vampyr                                   | Sí            |               | Sí            |               | Sí            | Sí            |               | Sí            |               |               | Focus Home Interactive     |
| 2018 | The Awesome Adventures of Captain Spirit | Sí            |               | Sí            |               | Sí            |               |               |               |               |               | Square Enix                |
| 2018 | Life Is Strange 2                        | Sí            |               | Sí            |               | Sí            | Sí            |               |               |               |               | Square Enix                |
| 2020 | Twin Mirror                              | Sí            |               | Sí            |               | Sí            |               |               |               |               |               | Bandai Namco Entertainment |
| 2020 | Tell Me Why                              | Sí            |               |               |               | Sí            |               |               |               |               |               | Xbox Game Studios          |
| 2023 | Jusant                                   | Sí            |               |               |               |               |               | Sí            | Sí            |               |               | DON’T NOD                  |
| 2023 | Harmony: The Fall of Reverie             | Sí            |               |               |               |               | Sí            | Sí            | Sí            |               |               | DON’T NOD                  |
| 2024 | Banishers: Ghosts of New Eden            | Sí            |               |               |               |               |               | Sí            | Sí            |               |               | Focus Entertainment        |
| 2025 | Lost Records: Bloom & Rage               | Sí            |               |               |               |               |               | Sí            | Sí            |               |               | DON’T NOD                  |
| 2026 | Aphelion                                 | Sí            |               |               |               |               |               | Sí            | Sí            |               |               | DON’T NOD                  |